# Геклен (остров)
Гекле́н (фр. île du Guesclin) — остров у побережья Бретани в проливе Ла-Манш, входит в состав департамента Иль и Вилен, Франция. Остров находится недалеко от побережного городка Санкт-Кулон и во время отливов становится доступен по суше. Долгое время остров являлся важным опорным стратегическим пунктом в защите Бретани, на данный момент о военном прошлом острова напоминают лишь руины форта Геклен (фр. Fort du Guesclin).

## История острова
- Первое здание на острове было построено в 1206 году по приказу местного коннетабля — это был донжон, окружённый стеной и тремя башнями, высота стен в некоторых местах достигала 33 метров.
- В 1757 году старый замок был снесен, а на его месте под руководством военного инженера де Вобана были построены более современные укрепления.
- В 1826 году остров окончательно потерял свою военно-стратегическую значимость и был продан гражданскому населению с аукциона.
- В 1942 году оккупируется немецкими войсками.
- В 1944 году после Нормандской операции возвращается гражданскому населению, в частности, остров переходит во владение мэра городка Санкт-Серван.
- В 1959 году остров покупает певец Лео Ферре, и живет на нем до 1968 года.
- В 1996 году, после длительного раздела имущества, наследники Лео Ферре продают остров.

## Галерея

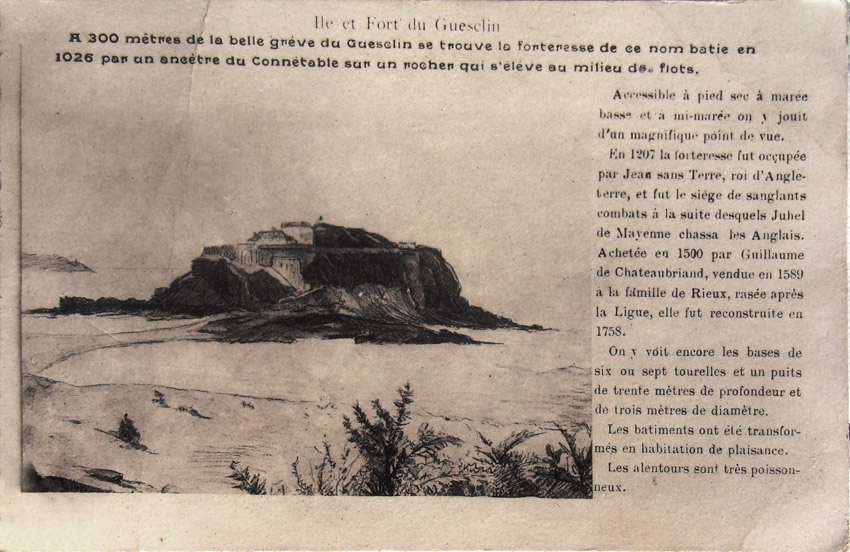
Почтовая открытка XIX века с видом на форт Дю Геклен.
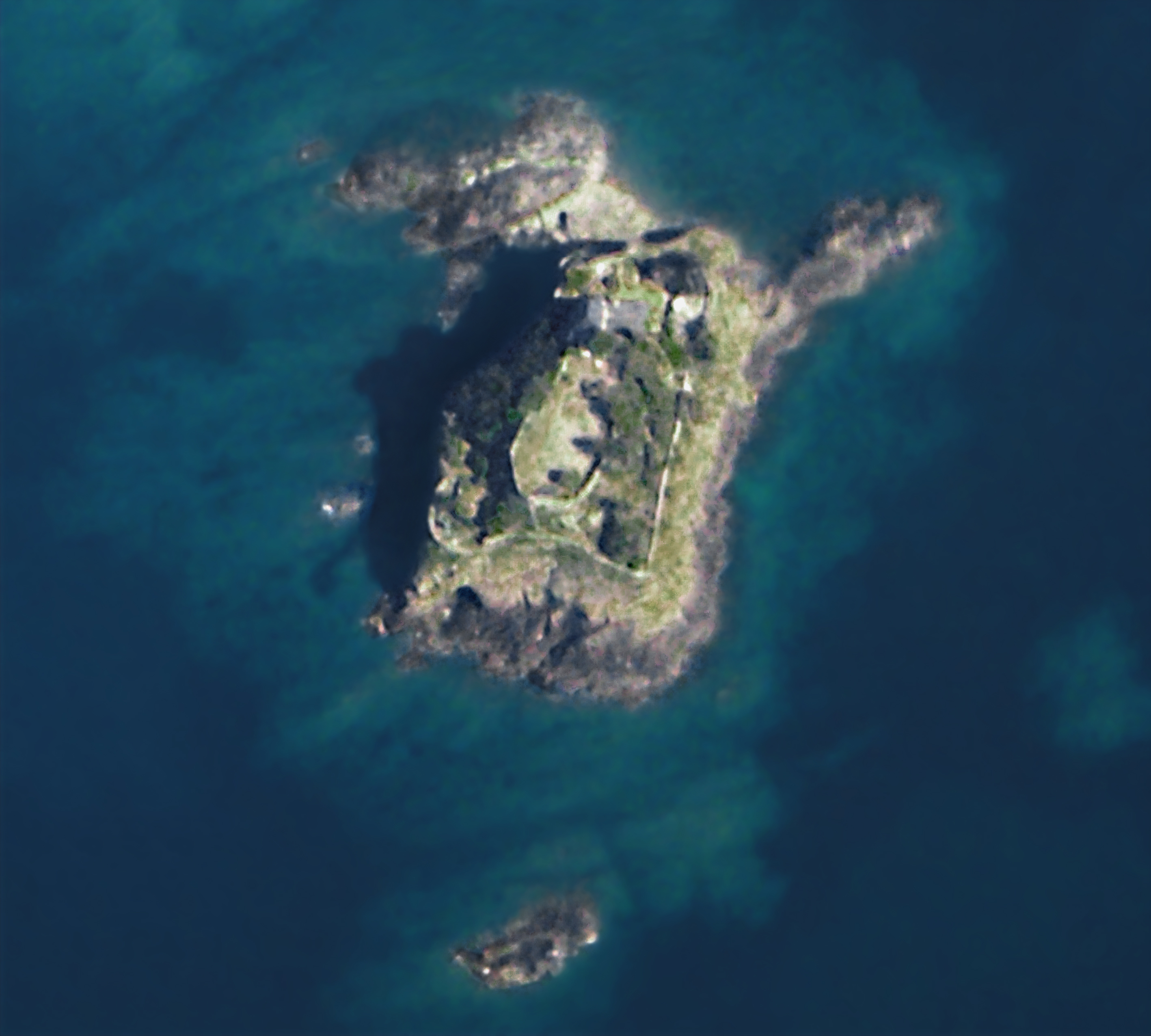
Вид на остров с самолета.
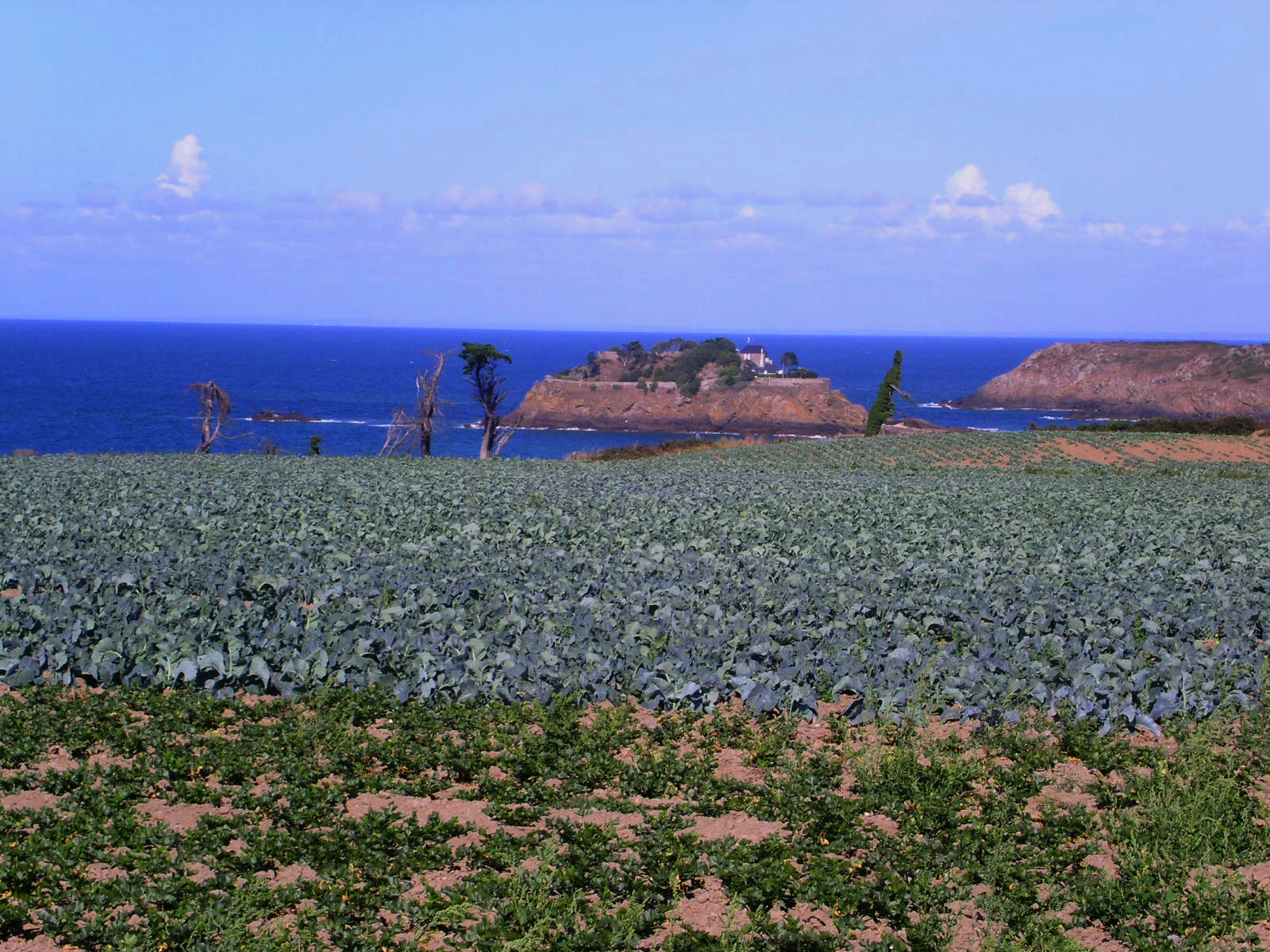
Вид на остров с побережья.